# Álvaro Brun
Álvaro Nicolás Brun Martínez (Montevideo, 10 de abril de 1987) es un futbolista uruguayo que juega como mediocampista y se encuentra en el club Sud América.

## Trayectoria
Comenzó su carrera formativa en Montevideo Wanderers Fútbol Club, para luego pasar a las divisiones inferiores de Fénix de la Primera división uruguaya, donde debutó profesionalmente, antes de unirse a San Martín de Tucumán en la tercera división argentina.
En 2013, Brun fichó por el club argentino Gimnasia y Esgrima de Jujuy, donde disputó 34 partidos de liga sin marcar goles.
En 2015 fichó por el Real Estelí de Nicaragua tras jugar en el Cerro Largo de la máxima categoría uruguaya.
Antes de la segunda mitad de la 2015/16, fichó por el Club Oriental de la segunda división uruguaya. En 2017, tras un paso de 6 meses por Central Español, fichó por el Montevideo City Torque de la misma divisional.
En febrero de 2022, fue anunciado como nuevo jugador de Universidad de Chile de la Primera división chilena, cedido por una temporada.

## Clubes
| Club                            | País      | Año       | Part. | Goles | Asist. |
| ------------------------------- | --------- | --------- | ----- | ----- | ------ |
| Fénix                           | Uruguay   | 2009-2011 | 16    | 1     | 0      |
| San Martín de Tucumán           | Argentina | 2011-2012 | 21    | 0     | 0      |
| Cerro Largo                     | Uruguay   | 2012-2013 | 7     | 0     | 0      |
| Central Español                 | Uruguay   | 2013      | 12    | 1     | 0      |
| Gimnasia de Jujuy               | Argentina | 2013-2014 | 34    | 0     | 1      |
| Cerro                           | Uruguay   | 2014-2015 | 14    | 0     | 1      |
| Real Estelí                     | Nicaragua | 2015-2016 | 15    | 1     | 1      |
| Club Oriental                   | Uruguay   | 2016      | 7     | 1     | 0      |
| Central Español                 | Uruguay   | 2016-2017 | 12    | 1     | 0      |
| Montevideo City Torque          | Uruguay   | 2017-Act. | 124   | 17    | 6      |
| → Universidad de Chile (cedido) | Chile     | 2022      | 9     | 1     | 0      |
| Sud América                     | Uruguay   | 2023 -    | 0     | 0     | 0      |
| Total                           | Total     |           | 250   | 23    | 9      |